# Mohsen Shadi
Mohsen Shadi (ur. 4 czerwca 1988 r.) – irański wioślarz, reprezentant Iranu w wioślarskiej jedynce podczas Letnich Igrzysk Olimpijskich w Pekinie.

## Osiągnięcia
- Mistrzostwa Świata – Linz 2008 – jedynka wagi lekkiej – 5. miejsce[1].
- Igrzyska Olimpijskie – Pekin 2008 – jedynka – 25. miejsce[1][2].
- Mistrzostwa Świata – Poznań 2009 – jedynka wagi lekkiej – 12. miejsce[3].
- Mistrzostwa Świata – Poznań 2009 – dwójka podwójna wagi lekkiej – brak[1][4].